# سرین‌یول
سرین‌یول (به ترکی استانبولی: Serinyol) شهری است در کشور ترکیه که در استان ختای واقع شده‌است. جمعیت این شهر بر اساس سرشماری سال ۲۰۰۸ میلادی ۱۶٬۸۶۱ نفر و بر اساس برآوردهای سال ۲۰۰۹ میلادی ۲۱٬۲۰۵ نفر می‌باشد.